# Saint-Martin-Longueau
Saint-Martin-Longueau település Franciaországban, Oise megyében. Lakosainak száma 1431 fő (2022. január 1.). Saint-Martin-Longueau Choisy-la-Victoire, Bazicourt, Pont-Sainte-Maxence, Sacy-le-Grand és Sacy-le-Petit községekkel határos.

## Népesség
A település népessége az elmúlt években az alábbi módon változott:
| Lakosok száma | 1475 | 1498 | 1537 | 1492 | 1478 | 1463 | 1450 | 1442 | 1431 |
|               | 2013 | 2015 | 2016 | 2017 | 2018 | 2019 | 2020 | 2021 | 2022 |